# Station Pniewy
Station Pniewy Szamotulskie is een spoorwegstation in de Poolse plaats Pniewy.